# NGC 398
NGC 398 este o galaxie lenticulară situată în constelația Peștii. A fost descoperită în 28 octombrie 1886 de către Guillaume Bigourdan.